# Гневошув (гміна)
Гміна Гневошув (пол. Gmina Gniewoszów) — сільська гміна у центральній Польщі. Належить до Козеницького повіту Мазовецького воєводства.
Станом на 31 грудня 2011 у гміні проживало 4115 осіб.

## Площа
Згідно з даними за 2007 рік площа гміни становила 84.29 км², у тому числі:
- орні землі: 79.00%
- ліси: 9.00%

Таким чином, площа гміни становить 9.19% площі повіту.

## Населення
Станом на 31 грудня 2011:
| Опис     | Загалом | Загалом | Чоловіки | Чоловіки | Жінки | Жінки |
| -------- | ------- | ------- | -------- | -------- | ----- | ----- |
| одиниця  | осіб    | %       | осіб     | %        | осіб  | %     |
| все      | 4115    | 100     | 1991     | 48.38    | 2124  | 51.62 |
| міське   | 0       | 100     | 0        |          | 0     |       |
| сільське | 4115    | 100     | 1991     | 48.38    | 2124  | 51.62 |

## Сусідні гміни
Гміна Гневошув межує з такими гмінами: Ґарбатка-Летнісько, Полічна, Пулави, Сецехув.